# Zack Steffen
Zack Steffen, all'anagrafe Zackary Thomas Steffen (Coatesville, 2 aprile 1995), è un calciatore statunitense, portiere del Colorado Rapids e della nazionale statunitense.

## Carriera

### Club
Cresciuto calcisticamente nelle giovanili dell'università del Maryland, in seguito si trasferisce poi nel gennaio del 2015 al Friburgo, dove ricopre il ruolo di terzo portiere. A quel punto nel 2016 torna in MLS ai Columbus Crew, però visto che è chiuso dal portiere titolare Steven Thomas Clark, viene girato in prestito al Pittsburgh Riverhounds. A fine stagione torna nuovamente ai Columbus Crew, dove in tre stagioni colleziona globalmente 112 presenze, subendo 84 reti complessive.
Il 9 luglio 2019 passa ufficialmente al Manchester City per 7 milioni con cui firma un contratto fino al giugno 2023; passa il giorno successivo, in prestito con diritto di riscatto ai tedeschi del Fortuna Düsseldorf, disputando 17 gare di Bundesliga.
Nell'estate del 2020 fa ritorno al City, come secondo portiere: durante la stagione trova spazio soprattutto nelle coppe nazionali, il 9 dicembre 2020 fa il suo esordio assoluto in Champions League, nella partita interna vinta per 3-0 contro l'Olympique Marsiglia. Il 3 gennaio 2021 avviene anche l'esordio in Premier League, nella partita vinta per 3-1 fuori casa contro il Chelsea. Tuttavia il 25 aprile del 2021, vince giocando come titolare con gli Sky Blues la finale di Coppa di Lega inglese per 1-0 contro il Tottenham. Il 21 settembre esordisce nella stagione 2021-2022, contro il Wycombe nella Coppa di lega nazionale.
Il 19 luglio 2022 viene ceduto in prestito al Middlesbrough.
Il 4 gennaio 2024 viene ceduto a titolo definitivo al Colorado Rapids con cui firma un contratto valido per tre anni e con l'opzione di estenderlo per un anno in più.

### Nazionale
Ha militato nelle varie selezioni giovanili statunitensi, con la nazionale Under-20 statunitense, prende parte al Campionato nordamericano Under-20 e al Mondiale Under-20 in Nuova Zelanda.
Nel maggio del 2016, viene convocato per la prima volta nella nazionale maggiore statunitense in occasione dell'amichevole contro Porto Rico, tuttavia senza debuttare. L'esordio in nazionale avviene il 29 gennaio del 2018 nell'amichevole pareggiata per 0-0 contro la Bosnia dove sostituisce nella ripresa di gioco il collega Bill Hamid.

## Statistiche

### Presenze e reti nei club
Statistiche aggiornate al 6 novembre 2023.
| Stagione               | Squadra                | Campionato             | Campionato | Campionato | Coppe nazionali | Coppe nazionali | Coppe nazionali | Coppe continentali | Coppe continentali | Coppe continentali | Altre coppe | Altre coppe | Altre coppe | Totale | Totale |
| Stagione               | Squadra                | Comp                   | Pres       | Reti       | Comp            | Pres            | Reti            | Comp               | Pres               | Reti               | Comp        | Pres        | Reti        | Pres   | Reti   |
| ---------------------- | ---------------------- | ---------------------- | ---------- | ---------- | --------------- | --------------- | --------------- | ------------------ | ------------------ | ------------------ | ----------- | ----------- | ----------- | ------ | ------ |
| 2014-2015              | Friburgo II            | RL                     | 0          | 0          | -               | -               | -               | -                  | -                  | -                  | -           | -           | -           | 0      | 0      |
| 2015-2016              | Friburgo II            | RL                     | 14         | -21        | -               | -               | -               | -                  | -                  | -                  | -           | -           | -           | 14     | -21    |
| Totale Friburgo II     | Totale Friburgo II     | Totale Friburgo II     | 14         | -21        |                 | -               | -               |                    | -                  | -                  |             | -           | -           | 14     | -21    |
| 2016                   | Pittsburgh Riverhounds | USL                    | 9          | -12        | -               | -               | -               | -                  | -                  | -                  | -           | -           | -           | 9      | -12    |
| 2017                   | Columbus Crew          | MLS                    | 34+5       | -49 + -4   | USOC            | 0               | 0               | -                  | -                  | -                  | -           | -           | -           | 39     | -53    |
| 2018                   | Columbus Crew          | MLS                    | 29+3       | -37 + -5   | USOC            | 0               | 0               | -                  | -                  | -                  | -           | -           | -           | 32     | -42    |
| 2019                   | Columbus Crew          | MLS                    | 13         | -17        | USOC            | 0               | 0               | -                  | -                  | -                  | -           | -           | -           | 13     | -17    |
| Totale Columbus Crew   | Totale Columbus Crew   | Totale Columbus Crew   | 76+8       | -103 + -9  |                 | 0               | 0               |                    | -                  | -                  |             | -           | -           | 84     | -112   |
| 2019-2020              | Fortuna Düsseldorf     | BL                     | 17         | -36        | CG              | 1               | -1              | -                  | -                  | -                  | -           | -           | -           | 18     | -37    |
| 2020-2021              | Manchester City        | PL                     | 1          | -1         | FACup+CdL       | 5+5             | -3 + -2         | UCL                | 1                  | 0                  | -           | -           | -           | 12     | -6     |
| 2021-2022              | Manchester City        | PL                     | 1          | 0          | FACup+CdL       | 0+1             | -1              | UCL                | 0                  | 0                  | CS          | 0           | 0           | 2      | -1     |
| 2022-2023              | Middlesbrough          | FLC                    | 42+2       | -50 + -1   | FACup+CdL       | 1+0             | -5+0            | -                  | -                  | -                  | -           | -           | -           | 45     | -56    |
| 2023-2024              | Manchester City        | PL                     | 0          | 0          | FACup+CdL       | 0               | 0               | UCL                | 0                  | 0                  | CS+SU+Cmc   | 0+0+0       | 0           | 0      | 0      |
| Totale Manchester City | Totale Manchester City | Totale Manchester City | 2          | -1         |                 | 11              | -6              |                    | 1                  | 0                  |             | 0           | 0           | 14     | -7     |
| 2024                   | Colorado Rapids        | MLS                    | -          | -          | USOC            | -               | -               | -                  | -                  | -                  | -           | -           | -           | -      | -      |
| Totale carriera        | Totale carriera        | Totale carriera        | 170        | -233       |                 | 13              | -12             |                    | 1                  | 0                  |             | 0           | 0           | 14     | -245   |

### Cronologia presenze e reti in nazionale
| Cronologia completa delle presenze e delle reti in nazionale ― Stati Uniti | Cronologia completa delle presenze e delle reti in nazionale ― Stati Uniti | Cronologia completa delle presenze e delle reti in nazionale ― Stati Uniti | Cronologia completa delle presenze e delle reti in nazionale ― Stati Uniti | Cronologia completa delle presenze e delle reti in nazionale ― Stati Uniti | Cronologia completa delle presenze e delle reti in nazionale ― Stati Uniti | Cronologia completa delle presenze e delle reti in nazionale ― Stati Uniti | Cronologia completa delle presenze e delle reti in nazionale ― Stati Uniti |
| Data                                                                       | Città                                                                      | In casa                                                                    | Risultato                                                                  | Ospiti                                                                     | Competizione                                                               | Reti                                                                       | Note                                                                       |
| -------------------------------------------------------------------------- | -------------------------------------------------------------------------- | -------------------------------------------------------------------------- | -------------------------------------------------------------------------- | -------------------------------------------------------------------------- | -------------------------------------------------------------------------- | -------------------------------------------------------------------------- | -------------------------------------------------------------------------- |
| 28-1-2018                                                                  | Carson                                                                     | Stati Uniti                                                                | 0 – 0                                                                      | Bosnia ed Erzegovina                                                       | Amichevole                                                                 | -                                                                          | 46’                                                                        |
| 28-3-2018                                                                  | Cary                                                                       | Stati Uniti                                                                | 1 – 0                                                                      | Paraguay                                                                   | Amichevole                                                                 | -                                                                          |                                                                            |
| 9-6-2018                                                                   | Décines-Charpieu                                                           | Francia                                                                    | 1 – 1                                                                      | Stati Uniti                                                                | Amichevole                                                                 | -1                                                                         |                                                                            |
| 8-9-2018                                                                   | East Rutherford                                                            | Stati Uniti                                                                | 0 – 2                                                                      | Brasile                                                                    | Amichevole                                                                 | -2                                                                         |                                                                            |
| 12-9-2018                                                                  | Nashville                                                                  | Stati Uniti                                                                | 1 – 0                                                                      | Messico                                                                    | Amichevole                                                                 | -                                                                          |                                                                            |
| 12-10-2018                                                                 | Tampa                                                                      | Stati Uniti                                                                | 2 – 4                                                                      | Colombia                                                                   | Amichevole                                                                 | -4                                                                         |                                                                            |
| 28-1-2019                                                                  | Phoenix                                                                    | Stati Uniti                                                                | 3 – 0                                                                      | Panama                                                                     | Amichevole                                                                 | -                                                                          | 74’                                                                        |
| 2-2-2019                                                                   | San Jose                                                                   | Stati Uniti                                                                | 2 – 0                                                                      | Costa Rica                                                                 | Amichevole                                                                 | -                                                                          |                                                                            |
| 6-6-2019                                                                   | Washington                                                                 | Stati Uniti                                                                | 0 – 1                                                                      | Giamaica                                                                   | Amichevole                                                                 | -1                                                                         |                                                                            |
| 9-6-2019                                                                   | Cincinnati                                                                 | Stati Uniti                                                                | 0 – 3                                                                      | Venezuela                                                                  | Amichevole                                                                 | -3                                                                         |                                                                            |
| 19-6-2019                                                                  | Saint Paul                                                                 | Stati Uniti                                                                | 4 – 0                                                                      | Guyana                                                                     | Gold Cup 2019 - 1º turno                                                   | -                                                                          |                                                                            |
| 23-6-2019                                                                  | Cleveland                                                                  | Stati Uniti                                                                | 6 – 0                                                                      | Trinidad e Tobago                                                          | Gold Cup 2019 - 1º turno                                                   | -                                                                          | cap.                                                                       |
| 30-6-2019                                                                  | Filadelfia                                                                 | Stati Uniti                                                                | 1 – 0                                                                      | Curaçao                                                                    | Gold Cup 2019 - Quarti di finale                                           | -                                                                          |                                                                            |
| 3-7-2019                                                                   | Nashville                                                                  | Giamaica                                                                   | 1 – 3                                                                      | Stati Uniti                                                                | Gold Cup 2019 - Semifinale                                                 | -                                                                          |                                                                            |
| 7-7-2019                                                                   | Chicago                                                                    | Messico                                                                    | 1 – 0                                                                      | Stati Uniti                                                                | Gold Cup 2019 - Finale                                                     | -1                                                                         |                                                                            |
| 6-9-2019                                                                   | East Rutherford                                                            | Stati Uniti                                                                | 0 – 3                                                                      | Messico                                                                    | Amichevole                                                                 | -3                                                                         | cap.                                                                       |
| 16-10-2019                                                                 | Toronto                                                                    | Canada                                                                     | 2 – 0                                                                      | Stati Uniti                                                                | CONCACAF Nations League 2019-2020 - 2º turno                               | -2                                                                         |                                                                            |
| 12-11-2020                                                                 | Cardiff                                                                    | Galles                                                                     | 0 – 0                                                                      | Stati Uniti                                                                | Amichevole                                                                 | -                                                                          | cap.                                                                       |
| 16-11-2020                                                                 | Wiener Neustadt                                                            | Stati Uniti                                                                | 6 – 2                                                                      | Panama                                                                     | Amichevole                                                                 | -2                                                                         |                                                                            |
| 25-3-2021                                                                  | Wiener Neustadt                                                            | Stati Uniti                                                                | 4 – 1                                                                      | Giamaica                                                                   | Amichevole                                                                 | -1                                                                         |                                                                            |
| 28-3-2021                                                                  | Belfast                                                                    | Irlanda del Nord                                                           | 1 – 2                                                                      | Stati Uniti                                                                | Amichevole                                                                 | -1                                                                         |                                                                            |
| 4-6-2021                                                                   | Denver                                                                     | Stati Uniti                                                                | 1 – 0                                                                      | Honduras                                                                   | CONCACAF Nations League 2019-2020 - Semifinale                             | -                                                                          |                                                                            |
| 7-6-2021                                                                   | Denver                                                                     | Stati Uniti                                                                | 3 – 2 dts                                                                  | Messico                                                                    | CONCACAF Nations League 2019-2020 - Finale                                 | -1                                                                         | 69’                                                                        |
| 13-10-2021                                                                 | Columbus                                                                   | Stati Uniti                                                                | 2 – 1                                                                      | Costa Rica                                                                 | Qual. Mondiali 2022                                                        | -1                                                                         |                                                                            |
| 12-11-2021                                                                 | Cincinnati                                                                 | Stati Uniti                                                                | 2 – 0                                                                      | Messico                                                                    | Qual. Mondiali 2022                                                        | -                                                                          | 68’                                                                        |
| 16-11-2021                                                                 | Kingston                                                                   | Giamaica                                                                   | 1 – 1                                                                      | Stati Uniti                                                                | Qual. Mondiali 2022                                                        | -1                                                                         |                                                                            |
| 24-3-2022                                                                  | Città del Messico                                                          | Messico                                                                    | 0 – 0                                                                      | Stati Uniti                                                                | Qual. Mondiali 2022                                                        | -                                                                          |                                                                            |
| 27-3-2022                                                                  | Orlando                                                                    | Stati Uniti                                                                | 5 – 1                                                                      | Panama                                                                     | Qual. Mondiali 2022                                                        | -1                                                                         |                                                                            |
| 30-3-2022                                                                  | San José                                                                   | Costa Rica                                                                 | 2 – 0                                                                      | Stati Uniti                                                                | Qual. Mondiali 2022                                                        | -2                                                                         |                                                                            |
| 23-1-2025                                                                  | Orlando                                                                    | Stati Uniti                                                                | 3 – 0                                                                      | Costa Rica                                                                 | Amichevole                                                                 | -                                                                          |                                                                            |
| Totale                                                                     |                                                                            | Presenze                                                                   | 30                                                                         |                                                                            | Reti                                                                       | -27                                                                        |                                                                            |

## Palmarès

### Club
- Coppa di Lega inglese: 1

Manchester City: 2020-2021
- Campionato inglese: 2

Manchester City: 2020-2021, 2021-2022
- Coppa del mondo per club: 1

Manchester City: 2023

### Nazionale
- CONCACAF Nations League: 1

2019-2020

### Individuale
- MLS Best XI: 1

2018
- U.S. Soccer Athlete of the Year: 1

Premio maschile: 2018
- Miglior portiere della Leagues Cup: 1

2024